# 無王抗議

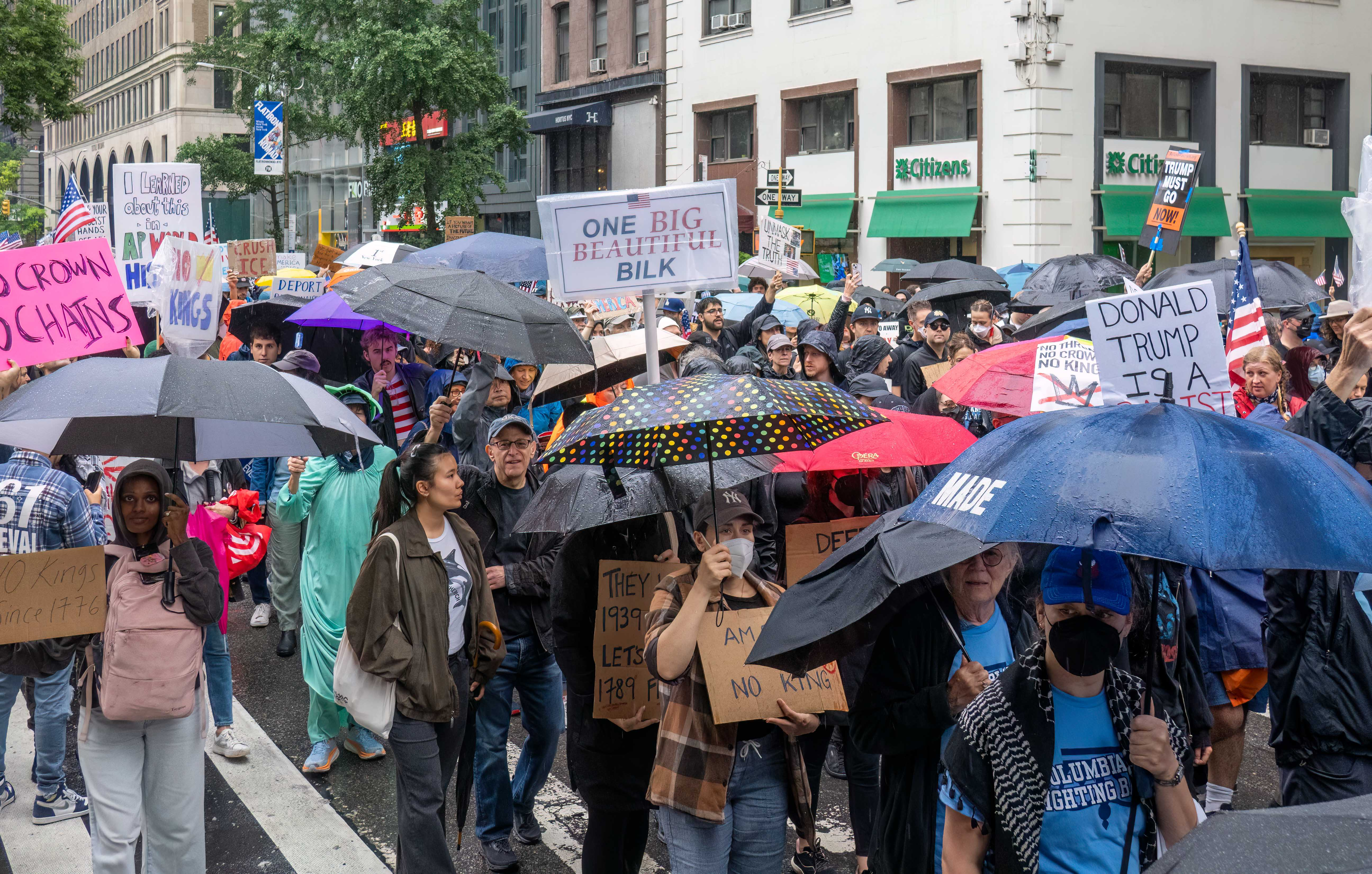
纽约曼哈顿的抗议活动

無王抗議（英語：No Kings Protests），又稱無王日、自由日、不要国王抗议、反对国王抗议、拒绝国王抗议，是2025年6月14日在美国發生的一系列示威活動。該日恰逢美國陸軍建軍250週年閱兵典禮，以及美國總統唐納·川普79歲生日。抗議者藉此表達對第二次川普總統任期內政策與作為的不滿與反對。當天美國有5百万人参加了超过2,000场抗議活动，这是自特朗普第二届政府上台以来规模最大的抗议活动。

## 背景
「無王抗議」旨在反對由唐納·川普政府主導的美國陸軍建軍250週年閱兵典禮。由於該閱兵恰逢川普總統的79歲生日，部分反川普人士認為此活動是川普藉由檢閱美國軍隊進行個人崇拜或類似君主慶典的行為。抗議活動發生前夕美國多地爆發反對美國移民和海關執法局突襲行動的示威。在洛杉磯等地，川普政府為應對當地抗議，出動了加州國民兵與美國海軍陸戰隊。
此次抗議由50501運動發起，反對川普的人批評川普及其政府在實行威權或獨裁統治。川普因無視法院命令、進行非法驅逐出境行動，以及被認為侵犯公民權利而被批評為類似絕對君主的人物。
海外民主黨人也以「拒絕暴君」（No Tyrants）為口號，在國際間發起聲援活動，表達「我們拒絕威權主義，我們拒絕恐懼，我們拒絕暴君」的立場。
對於抗議活動，川普總統表達強烈反對，並公開表示在閱兵當天參與抗議的群眾「將會遭到強力鎮壓」。

## 美国以外的抗议活动
以下为美国以外计划进行示威的国家列表，为了避免被认为反对该国君主，部分案例则使用了不同的名称：
- 比利时[19][20]
- 加拿大[21]：温哥华发生了一场抗议活动。[22][23]
- 哥伦比亚[24]
- 哥斯大黎加[25]
- 丹麦[26]
- 法国：数百人在首都巴黎示威[27]，另有一百人在尼斯示威。[28]
- 德国[24]：有人计划在首都柏林[29]和汉堡举行抗议活动。[30]法兰克福约有200人聚集在歌剧院广场。[31]
- 意大利[24]
- 日本[32]
- 马拉威[24]
- 墨西哥[33]
- 荷兰[34][35]：数百人参加在阿姆斯特丹美国领事馆外的抗议活动。该示威为了避免被认为是反对君主的抗议活动，而改名为没有暴君（No Tyrants）。[36]
- 挪威: 抗议活动在首都奥斯陆举行。与荷兰相同，为了被避免认为反对君主而改名为没有独裁者（No Dictators）。[37][38]
- 葡萄牙[39]
- 西班牙[40]
- 瑞典[41]
- 瑞士[42]
- 英国[24]